# تشارلي بلاكبيرن
تشارلي بلاكبيرن (بالإنجليزية: Charlie Blackburn)‏ هو لاعب كرة قاعدة أمريكي، ولد في 6 يناير 1895 في شيكاغو في الولايات المتحدة، وتوفي في 9 مارس 1984 في نيو بورت ريتشي في الولايات المتحدة.

## وصلات خارجية
- تشارلي بلاكبيرن على موقعبيزبول رفرنس.كوم (الدوري الرئيسي) (الإنجليزية)
- تشارلي بلاكبيرن على موقعبيزبول رفرنس.كوم (الدوري الثانوي) (الإنجليزية)
- تشارلي بلاكبيرن على موقع مشجعي الرسوم البيانية (الإنجليزية)